# Crepuscle (novel·la)
|  | Aquest article tracta sobre la novel·la. Si cerqueu la pel·lícula, vegeu «Crepuscle (pel·lícula)». |

Crepuscle (Twilight) és una novel·la sentimental fantàstica escrita per l'autora Stephenie Meyer i publicada el 2005. És la primera part de la sèrie Crepuscle, formada per quatre novel·les: Crepuscle, Lluna Nova, Eclipsi i Trenc d'Alba.

## Argument
La novel·la gira entorn de l'Isabella Swan, una jove de disset anys que decideix anar a viure amb el seu pare a Forks, una localitat de l'estat de Washington on hi plou la major part de l'any, després que la seva mare es casés amb el Phil (un jugador de beisbol). És una noia tímida i força maldestre. La Bella anirà a viure amb el seu pare, en Charlie, perquè la seva mare pugui anar amb en Phil, el marit.
Durant el seu primer dia d'institut la Bella veu un grup d'alumnes que li criden l'atenció. Tots són pàl·lids i molt bells, i sempre estan apartats de l'altra gent. Són els germans Cullen: Edward, Emmett, Jasper, Alice i Rosalie. Tots ells són adoptats pel doctor Carlisle Cullen i la seva dona Esme Cullen.
La Bella es trobarà l'Edward a la classe de biologia, on ell tindrà un comportament molt estrany respecte a ella. Quan acaba la classe l'Edward, que té els ulls negres, marxa precipitadament i la Bella decideix anar a parlar amb algú per poder canviar d'assignatura, moment en què es troba que l'Edward ha fet el mateix i no ha tingut l'opció. Duran la resta de la setmana l'Edward desapareix, i quan la següent setmana apareix a classe es comporta molt educadament amb la Bella, i aquesta veu que el color dels ulls li ha canviat a daurat.
Un dia que la Bella està al pàrquing de l'institut el cotxe d'en Tyler rellisca amb el gel i està a punt d'atropellar-la quan apareix l'Edward, que estava a l'altre costat del pàrquing, li para el cotxe amb la mà. La Bella començarà a pensar què pot haver passat però ell no li donarà cap explicació. Després d'això l'Edward es comportarà d'una manera més estranya amb ella, fins que finalment li diu que no té voluntat per apartar-se d'ella i començaran a ser amics.
Un dissabte els amics de l'institut i la Bella van a la platja La Push. Allà hi troben en Jacob Black, el fill d'en Billy Black, un amic del pare de la Bella. En Jacob li explicarà una història antiga a la Bella que parla sobre els freds i els licantrops. Segons la llegenda els freds són vampirs, i aquests són la família Cullen. La Bella buscarà informació sobre els freds i anirà a una llibreria especialitzada. Quan en surt uns homes la persegueixen i de sobte apareix l'Edward i la salva. Aquesta nit serà quan la Bella descobrirà el que és l'Edward, i ell li ho confessarà. A partir d'aquí els dos personatges comencen a sortir. L'Edward la portarà també a conèixer la seva família i llavors li explica la història dels Cullen, que comença amb la conversió d'en Carlisle.
Un altre dia la Bella va amb la família Cullen a veure com juguen a beisbol. Llavors apareixen tres nous personatges, en James, en Laurent i la Victòria. Al descobrir que la Bella és humana en James, que és un rastrejador, un vampir obsessionat amb la caça, decideix matar-la tot i la defensa que posaran al seu voltant els Cullen. Per salvar-la en Charlie decideix fer-li veure que s'ha enfadat amb l'Edward i que vol tornar amb la seva mare aquella mateixa nit. Acompanyada de l'Alice i en Jasper, dos dels germans de l'Edward, la Bella anirà cap al sud amb intenció de despistar el seu perseguidor. Aquest, però, veu l'engany i entabanarà la Bella dient-li que té la seva mare i que s'han de reunir a l'antiga escola de ballet de la Bella. Aquesta hi va per poder salvar la seva mare però es troba que en James l'ha enganyat. El vampir la mossega i quan ja sembla que tot està perdut apareix l'Edward i la seva família, que maten en James. L'Edward haurà de treure-li el verí que en James li ha posat al cos quan l'ha mossegat al canell.
La protagonista desperta una setmana més tard a un hospital amb la seva mare i l'Edward. Aquest li diu que no haurien d'estar junts perquè per culpa seva ha estat a punt de morir.
Finalment tornen a Forks i l'Edward convenç la Bella per anar al ball de final de curs. Abans d'entrar a l'edifici, però, en Jacob apareix i li diu a la Bella, de part d'en Billy, que s'allunyi de l'Edward. Una estona després la parella està parlant i la Bella li diu a l'Edward que vol que la transformi en vampir. Aquest fa veure que la va a mossegar, i al no fer-ho la Bella li diu que el seu somni no és ser un vampir, sinó estar amb ell per sempre.

## Saga Crepuscle
| Títol en català | Títol en anglès | Llançament                                     |
| Crepuscle       | Twilight        | : 5 d'octubre del 2005 : 2 d'abril del 2008    |
| Lluna Nova      | New Moon        | : 6 de setembre del 2006 : 4 de juny del 2008  |
| Eclipsi         | Eclipse         | : 7 d'agost del 2007 : 24 de setembre del 2008 |
| A Trenc d'Alba  | Breaking Dawn   | : 2 d'agost del 2008 : 8 d'octubre del 2008    |